# Ivona Dadic
Ivona Dadic (* 29. Dezember 1993 in Wels) ist eine österreichische Leichtathletin und mehrfache Staatsmeisterin im Siebenkampf.

## Berufsweg
Die Oberösterreicherin Ivona Dadic besuchte die Volksschule in Offenhausen und später die Handelsschule für Leistungssport in Linz. Seit 2012 ist sie Heeressportlerin im Heeresleistungszentrum (HSLZ) des österreichischen Bundesheeres in Linz und trainiert seit 2014 im Leistungszentrum Südstadt.

## Sportliche Laufbahn
Ihr erster Trainer war Michael Hager vom PSV-Wels und später wurde die Betreuung von Wolfgang Adler übernommen. Bei den ersten Olympischen Jugendspielen 2010 in Singapur wurde Dadic Sechste im Weitsprung. Im Siebenkampf erreichte sie bei den Junioreneuropameisterschaften 2011 in Tallinn Platz zehn. 2012 verbesserte die damals 18-Jährige beim Mehrkampf-Meeting in Götzis den österreichischen Landesrekord von Sigrid Kirchmann aus 1985 von 5944 auf 5959 Punkte. Damit qualifizierte sich Dadic für die Olympischen Spiele 2012 in London und war somit die erste Österreicherin im Siebenkampf, die an Olympischen Spielen teilnahm. Mit 5935 Punkten belegte sie den 25. Endrang.
Bei den U23-Europameisterschaften 2015 in Tallinn (Estland) holte sie die Bronzemedaille und verbesserte ihren eigenen Landesrekord auf 6033 Punkte.
Sie war auch Teil der österreichischen 4-mal-400-Meter-Staffel, die im Finale disqualifiziert wurde. Trotzdem wurde Dadic nicht für die Weltmeisterschaften in Peking nominiert. Nach den Weltmeisterschaften verbesserte sie beim Mehrkampfmeeting Décastar in Talence (Frankreich) ihren Landesrekord noch einmal auf 6151 Punkte. Seit 2015 startet die Welserin für die Sportunion St. Pölten. Als Neo-St. Pöltnerin wurde sie für das Jahr 2016 zur Sportlerin des Jahres in Niederösterreich, sowie zur Leichtathletin des Jahres in Österreich gewählt.

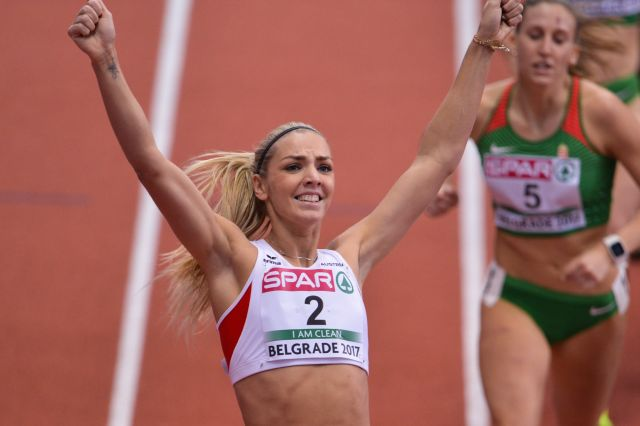
Im März 2017 gewann Dadic bei den Halleneuropameisterschaften in Belgrad Silber im Fünfkampf

Bei den Europameisterschaften im Juli 2016 in Amsterdam errang Dadic im Siebenkampf mit dem neuen österreichischen Rekord von 6408 Punkten die Bronzemedaille. Mit dieser Leistung hatte sie sich auch für die Olympischen Spiele 2016 in Rio de Janeiro qualifiziert, wo sie im August den 21. Platz belegte. Am 5. Februar 2017 überbot Dadic den österreichischen Landesrekord von Verena Preiner um 34 Zähler auf 4520 Punkte. Bei den Halleneuropameisterschaften 2017 in Belgrad verbesserte sie am 3. März ihren eigenen Rekord auf 4767 Punkte und gewann damit die Silbermedaille hinter der belgischen Olympiasiegerin Nafissatou Thiam. Bei den Weltmeisterschaften in London belegte Dadic mit neuerlichem Landesrekord von 6417 Punkten den 6. Platz.
2018 erzielte Dadic im Februar bei den Staatsmeisterschaften im Mehrkampf im Wiener Ferry-Dusika-Hallenstadion mit 4692 Punkten eine Jahresweltbestleistung im Fünfkampf. Bei den Hallenweltmeisterschaften in Birmingham gewann sie am 2. März mit Saisonbestleistung von 4700 Punkten die Silbermedaille im Fünfkampf.
Dadic verzichtete auf einen Start beim Mehrkampf-Meeting Götzis im Mai 2018, um drei wichtige Wochen mehr Zeit für die Vorbereitung auf die Europameisterschaften in Berlin zu haben.
Als Zweite beim Mehrkampf-Meeting in Ratingen verpasste Ivona Dadic im Juni 2018 einen neuen österreichischen Rekord im Siebenkampf mit 6413 Punkten nur um 4 Punkte. Bei den Europameisterschaften in Berlin verbesserte die 24-jährige Oberösterreicherin im August ihren eigenen Österreichischen Rekord auf 6552 Punkte und belegte damit im Siebenkampf den vierten Rang. Nach der Auswertung der IAAF-Weltjahresbestenliste 2018 belegten die drei österreichischen Siebenkämpferinnen Ivona Dadic (6552 Punkte), Verena Preiner (6337 Punkte; Union Ebensee) und Sarah Lagger (6225 Punkte; TGW Zehnkampf-Union) im weltweiten Nationen-Ranking erstmals Platz 1.
2019 belegte sie bei den Halleneuropameisterschaften in Glasgow den 4. Platz im Fünfkampf. Mit 4702 Punkten fehlten ihr nur 21 Zähler auf Bronze und 29 Zähler auf Silber.
Im Juni wurde sie beim Mehrkampf-Meeting Ratingen mit 6461 Punkten Zweite hinter Verena Preiner.
In der wegen der COVID-19-Pandemie verspätet gestarteten Freiluftsaison wurde Dadic am 30. August 2020 Staatsmeisterin im Mehrkampf mit Weltjahresbestleistung von 6419 Punkten die bis zum Jahresende Bestand hatte. Damit gab es seit 1971 (Ilona Gusenbauer) wieder eine österreichische Leichtathletin, die am Jahresende mit einer Weltbestleistung führte.
2021 wurde sie erneut Vierte bei den Halleneuropameisterschaften, mit Saisonbestleistung von 4587 Punkten. Bei den Olympischen Spielen in Tokio belegte sie mit 6403 Punkten den 8. Platz.
National wurde Dadic 2012 Österreichische Meisterin im Siebenkampf sowie 2017 im Kugelstoßen und 2018 im Weitsprung. In der Halle sicherte sie sich die Meistertitel im Fünfkampf 2011 und 2012 sowie 2017 und 2018. Dazu siegte sie 2017 auch im Weitsprung und mit der 4-mal-200-Meter-Staffel und 2019 im Weit- und Hochsprung.

## Familie
Ivona Dadics Eltern Nino und Danica Dadić sind Kroaten, die zur Zeit des Bosnienkriegs aus Bosnien nach Österreich geflüchtet waren. Ihr älterer Bruder Ivan verunglückte als 18-Jähriger bei einem Motorradunfall tödlich. Ein tätowiertes Kreuz und der Name „Ivan“ auf der Innenseite ihres rechten Handgelenks erinnern daran.

## Auszeichnungen

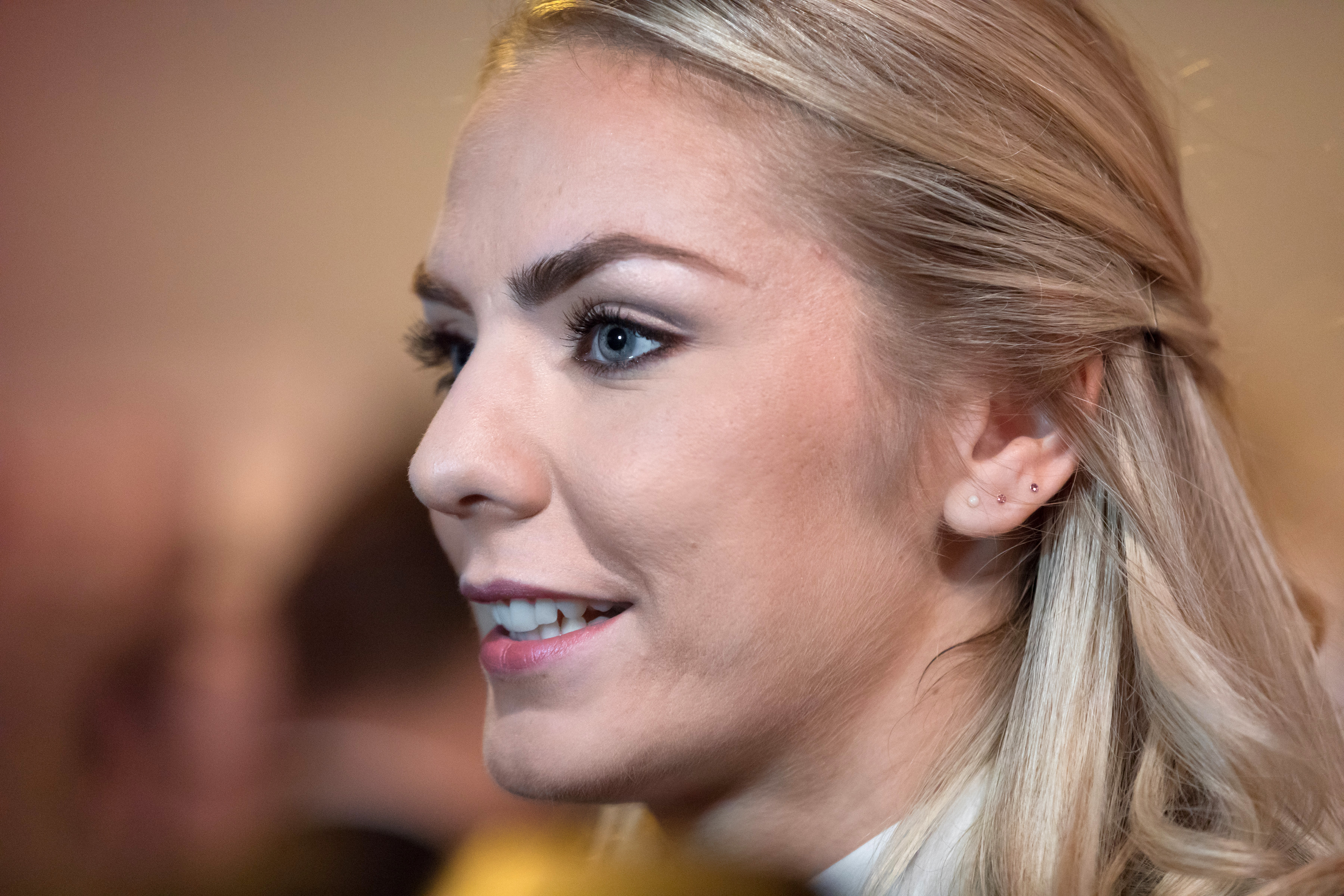
Ivona Dadic bei der Sporthilfe-Gala 2017

- 2016: Österreichische Leichtathletin des Jahres
- 2020: Österreichische Sportlerin des Jahres

## Persönliche Bestleistungen
(Stand: 6. März 2021)
Halle
- Fünfkampf: 4767 Punkte, 3. März 2017, Belgrad

| Disziplin   | Ergebnis    | Punkte |
| ----------- | ----------- | ------ |
| 60 m Hürden | 8,45 s      | 1028   |
| Hochsprung  | 1,87 m      | 1067   |
| Kugelstoßen | 13,93 m     | 789    |
| Weitsprung  | 6,41 m      | 978    |
| 800 m       | 2:14,13 min | 905    |

- Weitsprung: 6,42 m, 1. März 2019 in Glasgow

Freiluft
- Siebenkampf: 6552 Punkte, 10. August 2018, Berlin

| Disziplin    | Ergebnis    | Punkte |
| ------------ | ----------- | ------ |
| 100 m Hürden | 13,66 s     | 1027   |
| Hochsprung   | 1,82 m      | 1003   |
| Kugelstoßen  | 14,06 m     | 798    |
| 200 m        | 23,61 s     | 1018   |
| Weitsprung   | 6,35 m      | 959    |
| Speerwurf    | 47,42 m     | 810    |
| 800 m        | 2:11,87 min | 937    |

- Weitsprung: 6,49 m (+0,5 m/s), 10. Juni 2016 in Ried im Innkreis